# Estadio municipal 25 de Abril
El Estadio Municipal 25 de Abril es un estadio mulitusos de la ciudad de Penafiel, en Portugal. Tiene una capacidad de 5230 espectadores y unas dimensiones de 105x67m. Se usa principalmente para los encuentros de fútbol del F.C. Penafiel, que disputa sus partidos como local en el recinto.